# کاترینا (کشتی‌گیر)
کارلی لیلانی پرز (انگلیسی: Karlee Leilani Perez؛ زاده ۱۹ آوریل ۱۹۸۶) بازیگر، مدل، کشتی‌گیر حرفه‌ای آمریکایی است که بیشتر به خاطر کارش در دبلیودبلیوئی با نام رینگ ماکسین (Maxine) شناخته می‌شود. او همچنین به‌خاطر حضورش با لوچا آندرگراند با نام حلقه کاترینا (Catrina) بین سال‌های ۲۰۱۵ و ۲۰۱۶ شناخته می‌شود.

## اوایل زندگی
پرز در تمپا، فلوریدا به دنیا آمد و از نژاد اسپانیایی، کوبایی، ایتالیایی، هاوایی و چینی است. او در کالج در رشته جرم‌شناسی تحصیل کرد.

## حرفه بازیگری
پرز در طول دوران حرفه‌ای خود در دبلیودبلیوئی، به مدت سه سال و نیم به آموزش بازیگری پرداخت. در ژوئن ۲۰۱۳، پرز به آژانس استعدادیابی «MPC Models» پیوست و شروع به تست بازیگری برای نقش‌های بازیگری کرد. پرز اولین نقش خود را در اوت ۲۰۱۳ دریافت کرد، زمانی که برای بازی در مجموعه اینترنتی «The Cell» انتخاب شد.

## فیلم‌شناسی

### فیلم
| سال  | عنوان             | عنوان                     | نقش         |
| سال  | فارسی             | اصلی                      | نقش         |
| ---- | ----------------- | ------------------------- | ----------- |
| ۲۰۱۴ | مصاحبه با شاهزاده | Interview with the Prince | راکل فیلیپس |
| ۲۰۱۵ | خنده‌دار           | Funny                     | سوفینا      |
| ۲۰۱۸ | میپلتورپ          | Mapplethorpe              | لیزا لیون   |
| ۲۰۲۰ | کشف و ضبط         | Seized                    | آلانزا      |

### تلویزیون
| سال  | عنوان   | عنوان       | نقش             | یادداشت                  |
| سال  | فارسی   | اصلی        | نقش             | یادداشت                  |
| ---- | ------- | ----------- | --------------- | ------------------------ |
| ۲۰۱۴ | سلول    | The Cell    | گارسیا          | قسمت: «لالایی اسپانیایی» |
| ۲۰۱۴ | تغییرات | Changelings | کامیلا ریکوئیست | قسمت: «Descension»       |